# 12 посёлок
12 посёлок — посёлок в Шатурском муниципальном районе Московской области. Входит в состав городского поселения Шатура. Население — 159 чел. (2010).

## Расположение
12 посёлок расположен в западной части Шатурского района, расстояние до МКАД порядка 115 км. Высота над уровнем моря 128 м.

## История
Один из 22 посёлков, построенных в местах торфоразработок.
В советское время посёлок находился в административном подчинении рабочему посёлку Шатурторф, с 2004 по 2006 год входил в Петровский сельский округ, в 2005 году вошёл в состав городского поселения Шатура.
К северу от посёлка в 1941-1943 гг. находилась посадочная площадка 16-го Гвардейского истребительно-авиационного полка, позднее использовалась для авиации сельскохозяйственного назначения. К югу от посёлка находилась подстанция электроснабжения Шатурского торфопредприятия.

## Население
| 2006 | 2010 |
| ---- | ---- |
| 72   | ↗159 |